# Thomas J. Kiernan

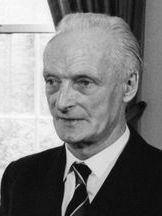
Thomas J. Kiernan (1962)

Thomas Joseph Kiernan (* 1897; † 1967 in Dublin) war ein irischer Diplomat.
Während seiner diplomatischen Karriere war er unter anderem von 1941 bis 1946 Geschäftsträger beim Heiligen Stuhl. Es folgten Posten in Australien und Westdeutschland. Von 1956 bis 1960 war Kiernan Botschafter in Kanada. Danach war er von 1961 bis 1964 Botschafter in den Vereinigten Staaten.
Kiernan war seit 1924 mit der irischen Sängerin Delia Murphy (1902–1971) verheiratet. Aus der Ehe gingen vier Kinder hervor. Eines von ihnen ist der irische Historiker und Schriftsteller Colm Kiernan (1931–2010).